# Lučka Cankar
Lučka Cankar, slovenska kanuistka na divjih vodah, * 26. oktober 1972, Celje.
Cankarjeva je večkratna slovenska državna prvakinja v spustu, največji uspeh na svetovnih prvenstvih pa je dosegla leta 2006, ko je osvojila deveto mesto.